# Haus Runge
Das Haus Runge befindet sich in Bremen, Stadtteil Schwachhausen, Ortsteil Gete, Kirchbachstraße 213A. Das Gebäude entstand bis 1928 nach Plänen von Alfred Runge im Büro Runge & Scotland. Es steht seit 1992 unter Bremer Denkmalschutz.

## Geschichte
Das holzverkleidete Wohnhaus mit dem steilen mit Schindel gedecktem Satteldach mit einem größeren Dachüberstand wurde 1928 in der Zwischenkriegszeit im konservativen Stil für sich, den Architekten Runge gebaut. 
Runge gehörte der konservativen Heimatschutzbewegung an und entwarf Wohn- und Geschäftshäuser. Die bekanntesten Gebäude des Büros sind in der Bremer Böttcherstraße Haus Atlantis, Haus der Sieben Faulen, Haus des Glockenspiels und Haus St. Petrus.
Heute liegt das Haus sehr versteckt inmitten neuerer mehrgeschossiger Nachkriegshäuser. 